# San Policarpo (título cardenalicio)
El título cardenalicio de San Policarpo (en latín: S. Policarpo) fue instituido el 14 de febrero de 2015 por el papa Francisco.

## Titulares
- Alberto Suárez Inda (14 de febrero de 2015)